# Battaglia di Marcianopoli
La battaglia di Marcianopoli fu combattuta nei pressi dell'omonima località nel 376 e fu il primo scontro di rilievo della Guerra gotica (376-382).
Dopo un fallito tentativo di assassinare i capi goti nel corso di un banchetto tenutosi a Marcianopoli, il comandante romano Lupicino raccolse tutte le truppe disponibili, circa 5000 uomini, e attaccò 7000/8000 Goti Tervingi comandati da Fritigerno a circa nove miglia a ovest della città. I Romani, dispostisi in una formazione difensiva, furono travolti dall'attacco frontale dei Goti; Lupicino riuscì a fuggire, ma metà del suo esercito fu ucciso. I Goti si dotarono delle armi sottratte ai cadaveri dei soldati romani.

## Battaglia
Dopo aver radunato i Goti vicino alla città, Lupicino, il comandante provinciale romano della Tracia che aveva giocato un ruolo notevole nello sfruttamento dei Goti, invitò i loro capi a una festa sontuosa, con lo scopo di riconciliarsi con loro, e forse corromperli col proposito di scoraggiarli dal rivelare i suoi atti di peculato all'Imperatore.
Nel corso della serata, però, i Goti che si erano accampati fuori della città tentarono di ottenere degli approvvigionamenti dagli abitanti e si scontrarono con la guarnigione romana che impediva loro l'ingresso. Quando i suoni degli scontri raggiunsero Fritigerno all'interno del palazzo di Lupicino, egli ne uscì spada in mano con altri capi, e si unì al resto dei Goti fuori dalla città.
Lupicino radunò immediatamente tutte le forze a sua disposizione, e decise di marciare sul nemico per stroncare la rivolta sul nascere. I Goti gli si fecero incontro a circa nove miglia da Marcianopoli, e ottennero una vittoria decisiva. Le legioni veterane combatterono con coraggio, ma furono abbandonate dal loro comandante, e infine soccombettero al maggior numero e alla ferocia dei Goti; dopo la battaglia, i barbari devastarono i dintorni, saccheggiando e distruggendo quanto possibile.